# Nadrožica
Nadrožica je zaselek v Občini Komen.